# 禿魯不花
秃鲁不花（13世纪？—1308年），灭里乞氏，元朝官员。
他是只儿哈郎的儿子，元武宗至大元年（1308年），授开府仪同三司、丰国公，遥授平章政事、行太府院使，西域亲军都指挥使，佩虎符。又特授左丞相、行枢密院事。同年，去世。其子咬住哥。